# Várfok Galéria
A Várfok Galéria az egyik első kizárólag kortárs művészetre specializálódott magánalapítású galéria, melyet a jelenleg is tulajdonos Szalóky Károly közvetlenül a rendszerváltás után,1 1990-ben alapított. A cél egyaránt elismert – magyar és külföldi – mesterek és pályakezdő tehetségek (lásd: Várfok Project Room) képviselete, kiállítások szervezése valamint tárlatvezetések szervezése, saját készítésű kiadványok megjelenítése.
A Várfok Galéria csoport jelenleg három különböző helyszínen várja a látogatókat; a Várfok u. 11 alatt a Várfok Galéria, a Várfok u. 14 alatt a Várfok Project Room illetve a Galéria 19, mely egy éjjel-nappal látogatható állandó szabadtéri kiállítás a Várfok utcában.

## Története
A Várfok Galéria alapítója és tulajdonosa Szalóky Károly népművelőként kezdte pályafutását, az 1980-as évektől kezdve pedig számos művelődési és közösségi ház igazgatójaként dolgozott. Így ismerkedett meg a korszak fiatal festőgenerációjának tagjaival és így merült fel benne egy magángaléria alapításának ötlete is, mely az akkori rendszerben példa nélküli kezdeményezés volt. Szalóky Károly 1987-ben adta be a hivatalhoz első galérianyitási kérelmét, melyben nem galériához, hanem műhelygalériához kért jóváhagyást, ugyanis csak így remélhetett pozitív elbírálást.
A galérianyitási kérelmet követően, Szalóky Károly 1990-ben nyitotta meg magángalériáját a látogatók előtt, akkor még Várfok 14 Műhelygaléria néven, mely nem volt más mint egy szenespincéből kialakított szuterén helyiség. 1996-ban tovább bővült az anyaintézmény a Spiritusz Galériával, mely szintén a Várfok utcában működött egyfajta speciális lakásgalériaként, majd később gyűjtői szalonként várta az érdeklődőket. Egy évvel később, 1997-ben nyitotta meg kapuit a hajdani önkormányzati szükséglakások átalakításával létrehozott reprezentatív kiállítótér, az XO Terem. Ez a helyiség már alkalmas volt nagyszabású kiállítások befogadására. Ezt követte a 2006-ig működő, kirakat galériaként funkcionáló Portál Galéria. A Portál Galéria havonta egy-egy művet mutatott be egy speciális módszerrel. A kirakatüveg előtti járdafelületre festett lábnyomra állva a nézelődő aktivált egy mozgásérzékelő rendszert, mely automatikusan megvilágította a kirakatból látható alkotást. Hasonlóan újító, bár rövid ideig funkcionáló kezdeményezés volt a Garázs Galéria, mely a Várfok utca egy üres kocsi beállójában kínált bemutatkozási lehetőséget a pályakezdő, fiatal művészek számára. A termekben megrendezett kiállítások a Várfok utcán 2007 elején megnyílt Galéria19 szabadtéri galéria tárlataival egészültek ki. Az utcában található 19 fa köré egyenként három, speciális eljárással készült üveglap került egyfajta „védőkordonként”, de elsősorban kiállítófelületi funkcióval jött létre, ezzel is tovább színesítve az utcaképet. A Várfok Galéria két termes elrendezése – Várfok és XO Terem – egészen 2010-ig állt fenn, amikor is a Galéria 20 éves évfordulója alkalmából hatalmas átalakításba kezdett. Ennek eredménye az lett, hogy a korábbi két terem a volt XO Terem (1012, Várfok u. 11.) helyén egyesült és így a Várfok Galéria majd 300 négyzetméteressé vált. Az átalakítás nem csupán azt a célt szolgálta, hogy a Galéria nagyobbá váljon, hanem hogy – számos igényt kielégítve és több különböző (szakmai) szempontot figyelembe véve – a fejlesztések révén nemzetközi szinten még versenyképesebb minőségi kortárs galériává váljon. 
Bár a Várfok utcai Spiritusz Galéria eredeti formájában mára megszűnt, 2007. december 1-jén megnyitotta kapuit a Várfok „gyermeke”, az új Spiritusz Galéria, melynek feladata a legfiatalabb művésznemzedék tehetségeinek felkutatása és bemutatása volt. A korábban a pesti Madách utcában működő Galéria a 2010-es átalakításoknak köszönhetően még egy évig a Várfok utcában, az egykori Várfok Terem helyén működött, majd a 2012-es év elejével megszűnt, mint önálló intézmény, és megmaradt művészköre Spiritusz Szekció néven csatlakozott a Várfok Galéria „nagykorú” művészköréhez. A Várfok u. 14 alatti terem 2012 januárjában új funkcióval nyitotta meg kapuit Várfok Project Room néven. A tér helyspecifikus projektek, kisebb jellegű kamara kiállítások rendezését szolgálja műfaji keretek nélkül, a Galéria művészei mellett vendégművészek bemutatását, fiatal tehetségek támogatását is lehetővé téve.

## Várfok Galéria

### Részei, kiállító termei

#### Várfok Galéria
H-1012 Budapest, Várfok u. 11 

#### Várfok Project Room
H-1012 Budapest, Várfok u. 14 
A Várfok Project Room, az egykori Várfok Terem és Spiritusz Galéria helyén létrejött helyszín. Funkciója és egyben célja, hogy helyspecifikus tárlataival műfaji kötöttségek nélkül teret adjon a legújabb irányzatoknak, vendégművészeket, fiatal, frissen diplomázott alkotókat támogasson, továbbá a Várfok Galéria művészeinek egy-egy kisebb alkotói periódusát, izgalmas projektjét mutassa be. 

#### Galéria19
Szabadtéri kiállítófelület a Várfok utca páros oldalán (I. kerület, Budapest) 
A Galéria19 szabadtéri galéria Szalóky Károly, a Várfok Galéria tulajdonosának kezdeményezésére az I. kerületi Budavári Önkormányzat, a Szeretem Budapestet Mozgalom és néhány, az ötletet felkaroló magáncég támogatásával született meg. A Várfok utcán felfelé haladva, jobb oldalon 19 fa kíséri a járókelőt: ezek köré, Szalóky Károly ötlete nyomán és az OctogonART közreműködésével létrejött Budapest első állandó és rendszeres jelleggel megújuló szabadtéri kiállítótere, mely létrejöttével gyökeresen megváltoztatta a Várba vezető utca képét. A fát körülölelő három felületből álló speciális üveglapokat fólia borítja, melyeken jó minőségű reprodukciók révén elevenednek meg festmények. Az egyéni vagy csoportos kiállítások negyed-, illetve félévente váltakoznak. A Galéria 19 amellett, hogy védi környezetét s esztétikai élményt nyújt közterületen, vizuálisan javítva az utca megjelenését, lehetővé teszi a kortárs művészet integrálódását mindennapjainkba. 

## Tevékenysége

### A Várfok Galéria kapcsolatai és külföldi jelenléte
A Várfok Galéria működése óta egyaránt rendszeresen részt vesz hazai és nemzetközi művészeti vásárokon, kiállításokon illetve szoros kapcsolatokat ápol külképviseleti intézményekkel, kulturális intézetekkel (Berlini Collegium Hungaricum; párizsi, brüsszeli, tallinni Magyar Intézet).
Hazai vásárok
- Art Market Budapest (2012) (2013) (2014) (2015)
- ARTplacc (2013)
- Budapest ArtFair (H) (2007) (2008) (2009) (2010)
- PLUG (H) (2005) (2006)
- XI. Antik Enteriőr Budapest (H) (2004)

Külföldi vásárok
- ARCO (A) (1999)
- ArtKARLSRUHE (D) (2015) (2016)
- Art Paris Art Fair (F) (2013)
- ARTVILNIUS (LT) (2009)
- BAE (H)
- C.A.R. – Kortárs Művészeti Vásár (2010)
- C.A.R. – Fórum – és Médiaművészeti Vásár (2010)
- Cologne Fine Art (D) (2006) (2007)
- FIAC | Foire internationale d'art contemporain (F) (1998) (1999) (2000)
- KunstKöln (D) (2003) (2004) (2005)
- KunstZürich (CH) (2000) (2002) (2003)
- MEO Art Fair (2002)

A Várfok Galéria több évtizedre visszamenő nemzetközi jelenléte gyümölcseként 2010-től partnergalériájának tudhatja a Párizs belvárosában található francia Galerie Kellert, melynek köszönhetően több művésze is rendszeres jelleggel képviselve van a francia fővárosban. 

## Művészköre
AATOTH franyo, CZIGÁNY Ákos, El KAZOVSZKIJ  (†), FELUGGOSY László, Françoise GILOT, GYŐRFFY  László, HERMAN Levente, HOLLÓS Ádám, JOVANOVICH Tamás, KESERÜ Károly, KORNISS Péter, Martin C. HERBST, MISETICS Mátyás, MULASICS László (†), RÁCMOLNÁR Sándor, ROZSDA Endre (†), Sebastian WEISSENBACHER, SZIRTES János, SZOTYORY László, UJHÁZI Péter, VÁRADY Róbert 

## Kiállítások
AATOTH franyo (H/F), APPELSHOFFER Péter, András J. BALITY (USA), BAK Imre, BAKONYI Bence, Radu BELCIN (R), BÉKÉSI Ervin, BERDE Andreas (H/CH), BERTI Sara (I), BODÓCZKY István, BOGDAN Rata (RO), BOROS Viola (H/D), BÖRÖCZ András, BUKTA Imre, CHILF Mária, Francisc CHIUARIU (RO), CZÉTÉNYI János, CSISZÉR Zsuzsi, CSURKA Eszter, CZIGÁNY Ákos, DÁNIEL András, DEZSŐ Tamás, DOBRIBÁN Fatime, El KAZOVSZKIJ, Ervin PATKAI (H/F), FÁTYOL Viola, FEHÉR László, feLUGOSSY László, Cristina FESSLER (CH), Jacques FLÉCHEMULLER (MN/USA), GÁBOR Imre, GERBER Pál, GERHES Gábor, GHYCZY Dénes, Francoise GILOT (F/USA), GYŐRFFY László, HAJDÚ Kinga, HALMY József, HANGAY Enikő, Martin C. HERBST (A), HERMAN Levente, HODOSY Enikő, HOLÓS Ádám, JAHODA Réka, JOVANOVICS Tamás, KÁLDI Katalin, KASZÁS Réka, KAZI Roland, KERESZTESI Botond, KÉKESI Donát, KESERÜ Károly, KICSINY Balázs, KIRÁLY András, KONCZ András, KORCSMÁR Eszter, KORNISS Péter, KÓTAI Tamás, KOVÁCS Gábor, KUNGL György, Bella MARKSY (USA), Peter MAX (USA), MAYER Hella, Louise McCAGG (USA), MÉHES László, MISETICS Mátyás, Ray MONDE (L/F),  MULASICS László, NAGY Zita, NÁDLER István, NAGY Gabriella, NAGY Zita, NEMES Anna, NEMES Nikolett, NÉMETH Marcell, Hermann NITSCH (A), NYÁRI István, George PECK (USA), PELCZ Benjámin, Christiane PESCHEK (A), Flavia PITIS (RO), PODMANICZKY Ágnes, Ray MONDE, Rácmolnár Sándor,  REGŐS István, ROSKÓ Gábor, ROZSDA Endre (H/F), SÁGI Gyula, Stoph SAUTER (A), Matthias SCHAUWECKER (CH), SIEGMUND Ákos, Caterina SILENZI (I), SZEMETHY Imre, SZEMETHY Orsolya, SZABÓ András, SZANYI Borbála, SZÁNTÓ István, SZÉPFALVI Ágnes, SZIKORA Tamás, SZIRTES János, SZOTYORY László, SZURCSIk József, SZŰCS Attila, SZVET Tamás, TESCH KAtalin, TÓTH Csaba, TÓTH Márton Emil, TÓTH Szilvi, TÖTTÖS Kata, UJHÁZI Péter, VÁRADY Róbert, Donald James WHITE (UK), Sebastian WEISSENBACHER (A), ZOLTÁn Sándor.
Következik
A Várfok Galériában idén, 2016-ban Jovanovics Tamás, Francoise Gilot, Keserü Károly, Hollós Ádám és Czigány Ákos egyéni kiállításait tekinthetik meg az érdeklődők.

## Külső hivatkozások
- Várfok Galéria
- ArtBLOKK blog
- Várfok Galéria – Artportal
- Szalóky Károly – Arcpoétika MTV
- Kortárs Galériák Egyesülete
- Szalóky Károly – Artportal